# Tony Lashden
Tony Lashden (Bielorrusia, 1994) é uma jornalista e formadora de jovens especializada em direitos LGBTQI+ (lésbicas, gays, bissexuais, transgénero, queer, intersexo e afins) e igualdade de género na Bielorrússia. 
Tony associou-se ao movimento Queer feminista aos 19 anos e, desde então, tem vindo a promover os direitos das mulheres e LGBTQI+ organizando eventos, redigindo artigos e escrevendo ficção, mantendo um blogue, fazendo filmes, e através de projetos artísticos. Uma vez que a informação existente e os estudos de género disponíveis são limitados, e que existem poucos lugares de discussão acerca de sexualidade, identidade de género e diversidade na Bielorrússia, Tony concentrou-se na juventude que procura informação e formas de expressar as suas necessidades e preocupações.
Ativista feminista interseccional, jornalista, pesquisadora de espaços midiatizados e novas mídias. Curadora de projetos educacionais sobre estudos de gênero.
Formou-se em Informação e Comunicação, Estudo da Cultura Popular pela Universidade Estadual da Bielorrússia e tirou mestrado em Jornalismo e Comunicação pela Universidade de Estocolmo. Estudou na Universidade de Lund (Estudos de Gênero) e ECLAB (Concentração "Estudos de Gênero").
Trabalha no campo da promoção dos direitos humanos, particularmente os direitos de LGBTQI e os direitos das mulheres. Utiliza uma abordagem anticolonial, anti-racista e de interseccionalidade para trabalhar com o desenvolvimento internacional.

## Prémios e homenagens
Tony Lashden foi homenageada pela Suécia, na exposição itinerante "Mundo Igualitário do ponto de vista do género - um tributo a quem luta pelos Direitos das Mulheres", constituída por quinze retratos de autoria da fotógrafa sueca Anette Brolenius, de personalidades que se distinguiram pela luta da Igualdade de Género e Direitos das Mulheres. Esta exposição esteve pela primeira vez em Portugal, abrindo ao público no dia 2 de março de 2020, no concelho do Funchal, na Região Autónoma da Madeira.